# Музей Банка Таиланда
Музей Банка Таиланда — музей, находящийся в городе Бангкок, Таиланд. Целью музея является сохранение монет и банкнот, являющихся культурным наследием Таиланда. В музее экспонируются таиландские денежные единицы разных эпох и другие материалы о истории денежного обращения в стране. Большое значение уделено истории Банка Таиланда.

## История
Музей располагается во дворце Банг Кхун Пхром, который ранее был резиденцией 33-го сына короля Чулалонгкорна принца Парибатры Сукхумбанда. Дворец построен по проекту итальянского архитектора Марио Таманьо и выполнен в стиле барокко. Строительство главного здания началось в 1901 году и было завершено в 1906 году. Это был период промышленной революции в дизайне и методах строительства. При строительстве дворца использовались новые для того времени кирпич и бетон. Здание считается одним из самых красивых в Таиланде благодаря элегантной внешней отделке, заимствовавшей различные западные стили.  Общий план этажей является типичным для эпохи барокко. Декоративные мотивы в оформлении комнат акцентируют внимание на отделку вокруг окон и элементов освещения. Вплоть до 1945 года дворец являлся правительственной резиденцией. С 1945 по 1992 год в здании дворца Банг Кхун Пхром размещался Центральный Банк Таиланда. В 1992 году дворец был отреставрирован и превращен в музей. 9 января 1993 года Его Величество Король Пхумипон Адульядет официально открыл Музей Банка Таиланда.

## Экспозиция
Весь первый этаж дворца посвящён истории тайской валюты бата — важнейшего элемента культурного наследия страны. Отдельный зал рассказывает о роли банка Таиланда. Экспозиции на второй этаже раскрывают историю дворца Банг Кхун Пхром, освещают жизнь и деятельность принца Барипатра Сукхумбханда, губернаторов Таиланда. Особый интерес представляют монеты (I—VII вв.) королевства Бапном, царств Шривиджая (VIII—XIII вв.), Сукхотаи (XIII—XIV вв.), государства Ланна. Уникальными экспонатами являются банкноты времён правления короля Рамы IV и документ, которым королева Великобритании Виктория подарила Таиланду печатный станок для выпуска банкнот и чеканки таиландских монет.
Постоянная экспозиция музея развёрнута в семи залах:
- Зал древних монет. Его экспонаты датируются самым ранним периодом в возникновении денег, когда средства обмена между покупателем и продавцом были в виде раковин или бисера. В это время вводились первые монеты, включая монеты Дваравати, монеты Фунань, монеты Сри Виджая, и кроме того, деньги Ланчанг и Ланна, которые были в обращении ещё до того, как образовалось Королевство Таиланд.
- Зал Пот Дуанг. В его экспозиции находятся монеты, имевшие хождение в периоды истории, начиная от Сукхотая до правления короля Сиама Рамы V. Здесь же можно увидеть технику производства этих денег.
- Зал тайских монетных знаков. Представлен тайскими плоскими монетами, введенными королём Рамой III, до сих пор находящимися в обороте.
- Зал бумажных тайских денег. Рассказывает о истории появления банкнот в Таиланде с момента их появления и до настоящего времени. Здесь же хранятся банкноты, выпущенные к различным памятным датам.
- Зал «Золото и памятные монеты». Демонстрирует памятные монеты из золота, серебра, никеля, облигации и золотые слитки, являющиеся золотым запасом Таиланда.
- Зал истории Банка Таиланда. Посвящён шестидесятой годовщине Банка Таиланда. Его экспозиции рассказывают об истории создания, деятельности, основных функциях и важных событиях в истории банка.
- Мемориальный зал Барипатра. Повествует о жизни, творческих работах и талантах принца Барипатра Сукхумбханда.